# チャイコフスキー (映画)
『チャイコフスキー』（露: Чайковский）は1970年のソビエト連邦の伝記映画。
監督はイーゴリ・タランキン、出演はインノケンティ・スモクトゥノフスキーとアントニーナ・シュラーノワなど。
19世紀後半のロシアの作曲家ピョートル・チャイコフスキーの半生を描いている。
ハリウッドを代表する映画音楽の作曲家でウクライナ出身のディミトリ・ティオムキンが製作と音楽（編曲）を担当している。
第44回（1971年度）アカデミー賞において外国語映画賞にノミネートされた。

## ストーリー
チャイコフスキーの生涯のうち、ピアノ協奏曲第1番を作曲した1875年ころから、交響曲第6番『悲愴』の初演（1893年）までを、親友ニコライ・ルビンシテインとの関係や、長年にわたって経済的にチャイコフスキーを支援していたフォン・メック夫人との文通のみでの交流を中心に描いている。プロローグとエピローグに少年時代のエピソードが挿入されている。
2部構成。第1部は、妻アントニーナとの関係を苦にした自殺未遂までが描かれる。第2部は、親友ニコライがチャイコフスキーの離婚に伴う慰謝料の支払いをフォン・メック夫人に依頼し、その後にパリで客死するところから始まる。

## 登場人物
- ピョートル・チャイコフスキー - 作曲家。
- フォン・メック夫人 - 富豪の未亡人。長年に渡ってチャイコフスキーを経済的に支援。
- ウラジスラフ・パフリスキー - フォン・メック夫人が雇った住み込みの楽士。チャイコフスキーに作曲を師事。
- ニコライ・ルビンシテイン - チャイコフスキーの親友。高名な音楽家（ピアニスト）。
- アリョーシャ　- チャイコフスキーの召使い。
- デジレ・アルトー - オペラ歌手。チャイコフスキーの元恋人。
- ツルゲーネフ - 作家。チャイコフスキーの友人。
- ユリヤ・フォン・メック - フォン・メック夫人の娘。パフリスキーと愛し合うようになる。
- ラロシ - 音楽評論家。チャイコフスキーの友人。
- アントニーナ・ミリュコーワ - チャイコフスキーの妻。

## キャスト
| 役名                         | 俳優                                 | 日本語吹替                                                   | 日本語吹替                                    |
| 役名                         | 俳優                                 | NETテレビ版                                                  | VHS版                                         |
| ---------------------------- | ------------------------------------ | ------------------------------------------------------------ | --------------------------------------------- |
| ピョートル・チャイコフスキー | インノケンティ・スモクトゥノフスキー | 柳生博                                                       | 津嘉山正種                                    |
| フォン・メック夫人           | アントニーナ・シュラーノワ           | 岩崎加根子                                                   | 有田麻里                                      |
| ニコライ・ルビンシテイン     | ウラジスラフ・ストルジェリチク       | 大木民夫                                                     |                                               |
| ウラジスラフ・パフリスキー   | キリール・ラヴロフ                   | 羽佐間道夫                                                   |                                               |
| アリョーシャ                 | エフゲニー・レオーノフ               | 井上昭夫                                                     |                                               |
| デジレ・アルトー             | マイヤ・プリセツカヤ                 |                                                              | 頼慶子                                        |
| ツルゲーネフ                 | ブルーノ・フレインドリフ             |                                                              | 梶哲也                                        |
| ユリヤ・フォン・メック       | アッラ・デミードワ                   |                                                              |                                               |
| ラロシ                       | エフゲニ・エフスチグネーフ           |                                                              | 瀬下和久                                      |
| アントニーナ・ミリュコーワ   | リリア・ユージナ                     |                                                              | 太田淑子                                      |
| 不明 その他                  |                                      | 家弓家正 千葉耕市 吉田理保子 藤夏子 増岡弘 菅谷政子 村松康雄 | 峰恵研 八代駿 山下啓介 島田敏 山本精二 伊沢弘 |
|                              |                                      |                                                              |                                               |
| 演出                         | 演出                                 | 山田悦司                                                     | 石田勝心                                      |
| 翻訳                         | 翻訳                                 | 岸本康子                                                     |                                               |
| 効果                         | 効果                                 | PAG                                                          |                                               |
| 調整                         | 調整                                 | 栗林秀年                                                     |                                               |
| 制作                         | 制作                                 | グロービジョン                                               |                                               |
| 解説                         | 解説                                 | 淀川長治                                                     |                                               |
| 初回放送                     | 初回放送                             | 1977年3月20日 『日曜洋画劇場』                               |                                               |

## 製作
ボリショイ・オペラ、ボリショイ・バレエのメンバー、レニングラード管弦楽団、ボリショイ劇場管弦楽団、ゲンナジー・ロジェストヴェンスキー等、ソビエト音楽界を代表するメンバーが演奏・出演している。